# Édouard Philippe
Édouard Philippe (Rouen, 1970. november 28. –) francia jogász és konzervatív politikus, 2017. május 15. – 2020. július 3. között Franciaország miniszterelnöke. 
Az Unió egy Népi Mozgalomért, majd a Republikánus Párt tagjaként 2012 óta a Nemzetgyűlés tagja, Seine-Maritime megye 7. választókerülete képviseletében. 2010 óta Le Havre polgármestere és a város agglomerációs szövetségének az elnöke.
Philippe-et a frissen megválasztott köztársasági elnök, Emmanuel Macron nevezte ki kormányfőnek, készülőben a nemzetgyűlési választásra, amelyen Macron pártja, a szociálliberális En Marche aligha szerez egyedül parlamenti többséget.

## Ifjúkora, iskolái
A szülei tanárok voltak, Phillipe Édouard baloldali családban nőtt fel. Bonnban érettségizett, ahol édesapja a Francia Iskola igazgatója volt. Egy év után abbahagyta a CPGE (Classe préparatoire aux grandes écoles) nyelv és irodalom (hypokhâgne) szakát, és a Párizsi Politikai Tanulmányok Intézetében (Sciences Po) kezdett tanulni, ahol 1992-ben végzett. Később, 1995 és 1997 között a Nemzeti Közigazgatási Iskolában is tanult (École nationale d'administration, ENA), a "Marc Bloch csoportban".
A Sciences Pón töltött éveiben Michel Rocard támogatója volt, és a Szocialista Párt rocard-i és szociáldemokrata szárnyaival azonosult. Miután Rocard elvesztette vezetői posztját a pártban, véget ért Philippe szimpátiája is a párt iránt. Miután 1997-ben elhagyta az ENÁ-t, az Államtanácsban (Conseil d'État) kapott munkát a közbeszerzési jogra szakosodva.

## Politikai pályája

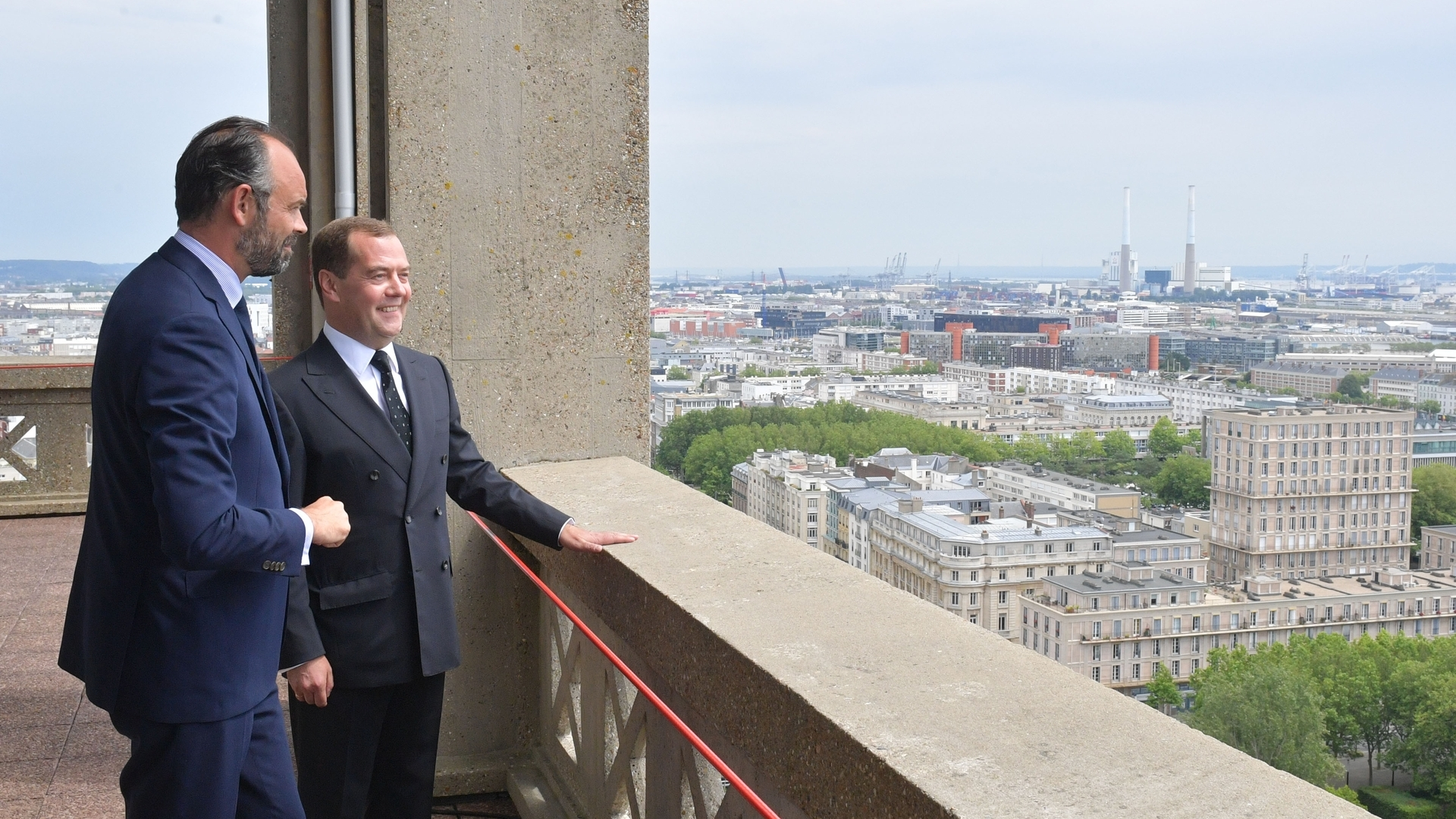
Dimitrij Medvegyevvel Le Havre-ban, 2019. június 24.

2001-ben Le Havre jogi ügyekért felelős alpolgármestere lett Antoine Rufenacht polgármester alatt. Rufenacht 1995 és 2010 közt volt a város polgármestere, és a 2002-es elnökválasztáson Jacques Chirac kampányigazgatója is volt. Amikor 2002-ben megalakult az UMP, Philippe Alain Juppé támogatta, akit ideológiailag Michel Rocardhoz hasonlónak érzett. Ezzel véget ért baloldali aktivizmusa. Ugyanebben az évben sikertelenül próbálta megszerezni választókerülete mandátumát a 2002-es törvényhozási választáson. 2014-ig Juppé alatt az UMP szolgáltatási főtitkára volt, amikor a bordeaux-i polgármestert elítélték egy olyan fiktív munkákat érintő ügy miatt, amelybe belekeveredett a konzervatív párt elődje, az RPR (Rassemblement pour la République,  Tömörülés a Köztársaságért) is. Ekkor Phillipe a privát szektorban kezdett dolgozni a Debevoise & Plimpton LLP nevű amerikai jogi cégnél. Ugyanebben az évben megválasztották Felső-Normandia regionális tanácsába.
Miután Nicolas Sarkozy megnyerte a 2007-es elnökválasztásokat, Phillipe rövid időre visszatért a politikába, Juppé rövid életű kabinetjébe, ahol egy ideig ökológiai miniszter lett (mielőtt kinevezték az Areva közügyi igazgatójának, amely posztot 2007 és 2010 között töltötte be).
2007-től a Seine-Maritime 7. választókerületéből megválasztott nemzetgyűlési képviselő, Jean-Yves Besselat tartalék képviselője volt. A 2008-as megyei önkormányzati választásokon Le Havre-ban a Seine-Maritime megyei tanács tagjává választották, majd 2014-ben pártfogója, Rufenacht lemondása után polgármesternek választották, és ugyanabban az évben a le havre-i agglomerációs tanács elnöke is lett. Miután hosszú betegség után 2012-ben Besselat meghalt, Phillipe átvette a helyét a nemzetgyűlésben, és a nem sokkal később tartott 2012-es törvényhozási választásokon meg is védte a mandátumát. 2014-ben újraválasztották Le Havre polgármesterének. Már az első fordulóban elnyerte az abszolút többséget, a szavazatok 52,04%-át.
2017. május 15-én Emmanuel Macron köztársasági elnök miniszterelnöknek nevezte ki. 2020-ban mondott le.

## Magánélete
Felesége Edith Chabre, aki a Sciences Pón tanít. Három gyermekük van.

## Publikációi
Philippe a társszerzője a következő két fikció műfajú munkának:
- With Gilles Boyer. L'Heure de vérité. Flammarion (2007). ISBN 9782081237728
- With Gilles Boyer. Dans l'ombre. Jean-Claude Lattès (2011). ISBN 9782709637558 Politikai thriller egy trükkökkel és árulásokkal zsúfolt elnökválasztásról, amelynek csúcspontja, amikor kiderül, hogy a kinevezendő miniszterelnök bűnöző, in extremis.[17]

## Kapcsolódó szócikk
- Franciaország miniszterelnökeinek listája